# Pierre-André Gohin de Montreuil
Pierre-André Gohin, comte de Montreuil (16 novembre 1722, Angers - 1796), est un militaire français, gouverneur général de Saint-Domingue.

## Biographie
Pierre-André Gohin de Montreuil est le fils de Nicolas Gohin, seigneur de Montreuil, et de Françoise Petit.
Gohin s'engagea à 20 ans dans le régiment de Piémont en tant que lieutenant en second. Capitaine en 1746, il servit pendant la guerre de Succession d'Autriche.
En 1755, il est décoré de l'ordre de Saint-Louis, promu au grade de lieutenant-colonel et nommé aide-major général des troupes régulières françaises en Nouvelle-France, alors sous le commandement de Jean-Armand Dieskau. Il arriva à Québec le 26 juin et, en août, il se prépara à rallier son commandant au fort Saint-Frédéric. Le 8 septembre, il servit comme commandant en second sous Dieskau face aux troupes britanniques de William Johnson. 
Après la bataille, Montreuil dirigea la retraite des Français en direction du fort Saint-Frédéric. Il se porta au secours de Dieskau, blessé au cours de l’engagement, mais ce dernier lui ordonna de concentrer toutes ses énergies sur le combat.
En mars 1756, Montreuil est nommé aide-major général de Louis-Joseph de Montcalm.
Gohin prit part au siège du fort William Henry en 1757 et à la bataille qui se déroula au fort Carillon en 1758, où il se distingua. 
Il refusa par contre de se joindre à Vaudreuil qui arrivait en renfort de Beauport pour contre-attaquer les britanniques aux Plaines d’Abraham, ce matin du 9 septembre 1959, préférant battre en retraite de l’autre côté de la rivière St-Charles et contribuant ainsi à la défaite de Montcalm et la perte de la ville de Québec aux mains des britanniques. Il servit comme commandant en second à Sainte-Foy avec le Chevalier de Lévis en 1760 mais peine perdue, il rentra en France après la chute de Montréal.
En 1761, il fut promu brigadier des armées du roi, puis, en 1762, maréchal des camps et armées du roi. Il commanda en second à Saint-Domingue et, le 4 août 1763, à la mort du vicomte Armand de Belzunce, gouverneur de l'île, il devient gouverneur général de Saint-Domingue jusqu’au le 23 avril 1764.
Il épouse en 1767 Hélène Agnès Stapleton, fille du négociant et armateur Jean II Stapleton et d'Agnès O'Shiell.
Il fut promu lieutenant-général des armées du roi en 1781.